# آشور رابي الأول
آشور رابي الأول كان ملك آشور من 1453 قبل الميلاد حتى 1435 قبل الميلاد. وهو ابن الملك انليل ناصر الأول. استولى آشور رابي الأول على الحكم بعد انقلاب قام به على ابن أخيه آشور شادوني.
| سبقه آشور شادوني | ملك آشور 1453 ق.م. - 1435 ق.م. | تبعه آشور نادين آهي الأول |